# 호아 하카나나이아
호아 하카나나이아(Hoa Hakananani'a)는 대영 박물관에서 소장 중인 모아이 석상이다. 1868년 11월 이스터섬에서 처음 발견되어 영국 함선으로 이송되었으며 1869년 8월 영국으로 도착하였다.
이스터섬 원주민들이 제작한 모든 조각품을 통틀어 최고의 걸작이자 가장 훌륭한 완성도를 지닌 것으로 평가되며, 다른 모아이상과 비교했을 때에는 다소 작은 크기지만 모아이상을 대표하는 작품으로 여겨지고 있다.  뒷쪽 면에는 이스터섬의 조인전설과 관련된 글귀가 새겨져 있다.

## 상세

### 명칭
이 석상을 영국인들이 옮겨올 당시 이스터섬 주민들은 라파누이어로 '호아 하카나나이아' (Hoa Hakananai'a)라고 불렀는데, 이것을 전해들은 영국 선원들은 '호아-하카-나마-이아' (Hoa-haka-nama-ia)로 기록하였다.
이름의 해석에 대해서는 '파도를 헤치다', '파도타기', '파도 타는 친구',  '파도 헤치는 주인'이라는 뜻에서부터, 잃어버린 (도난당한) 친구', '숨겨진 친구', '훔치는 친구'라는 뜻까지 다양하게 제기되고 있다.

### 특징

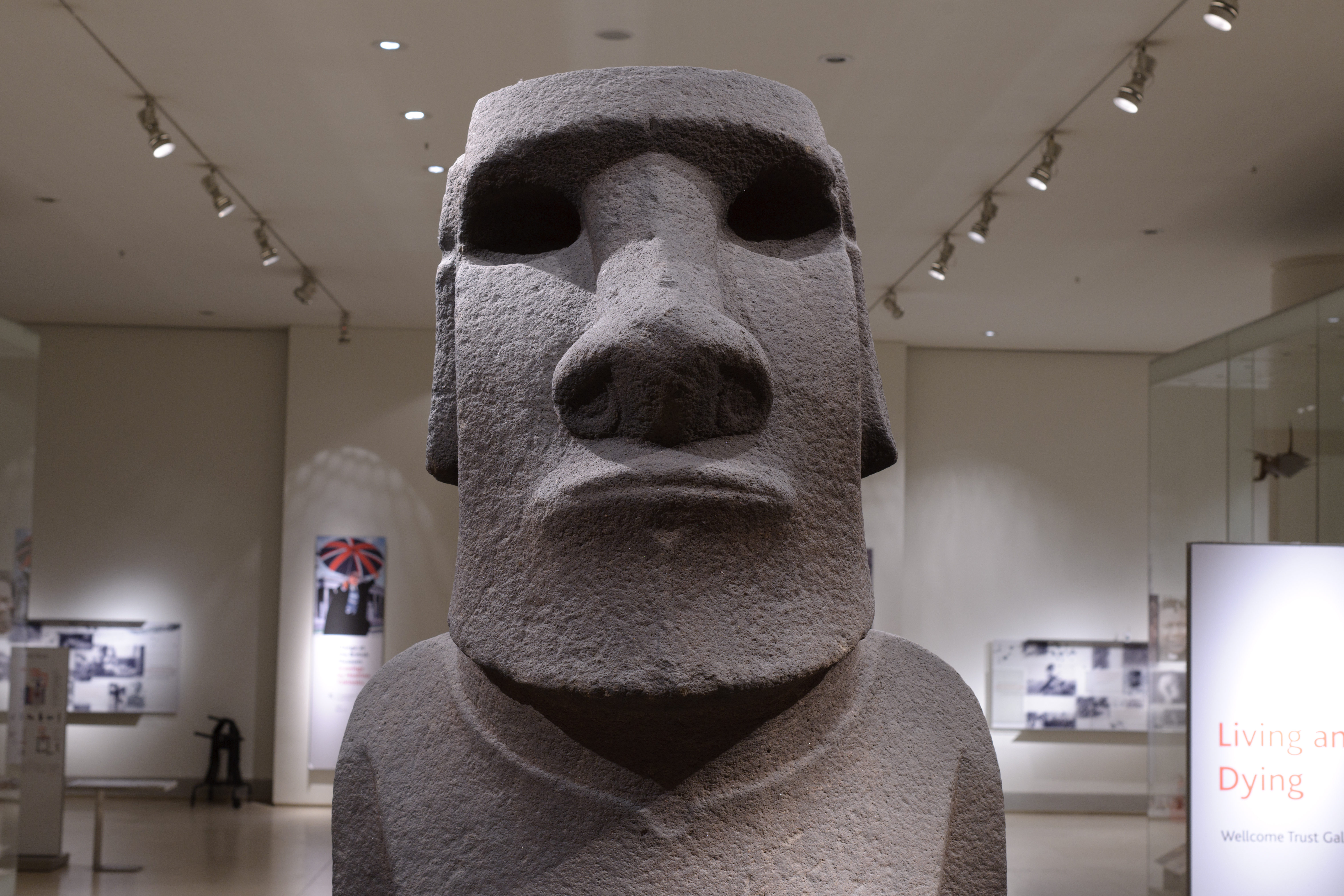
호아 하카나나이아의 머릿부분

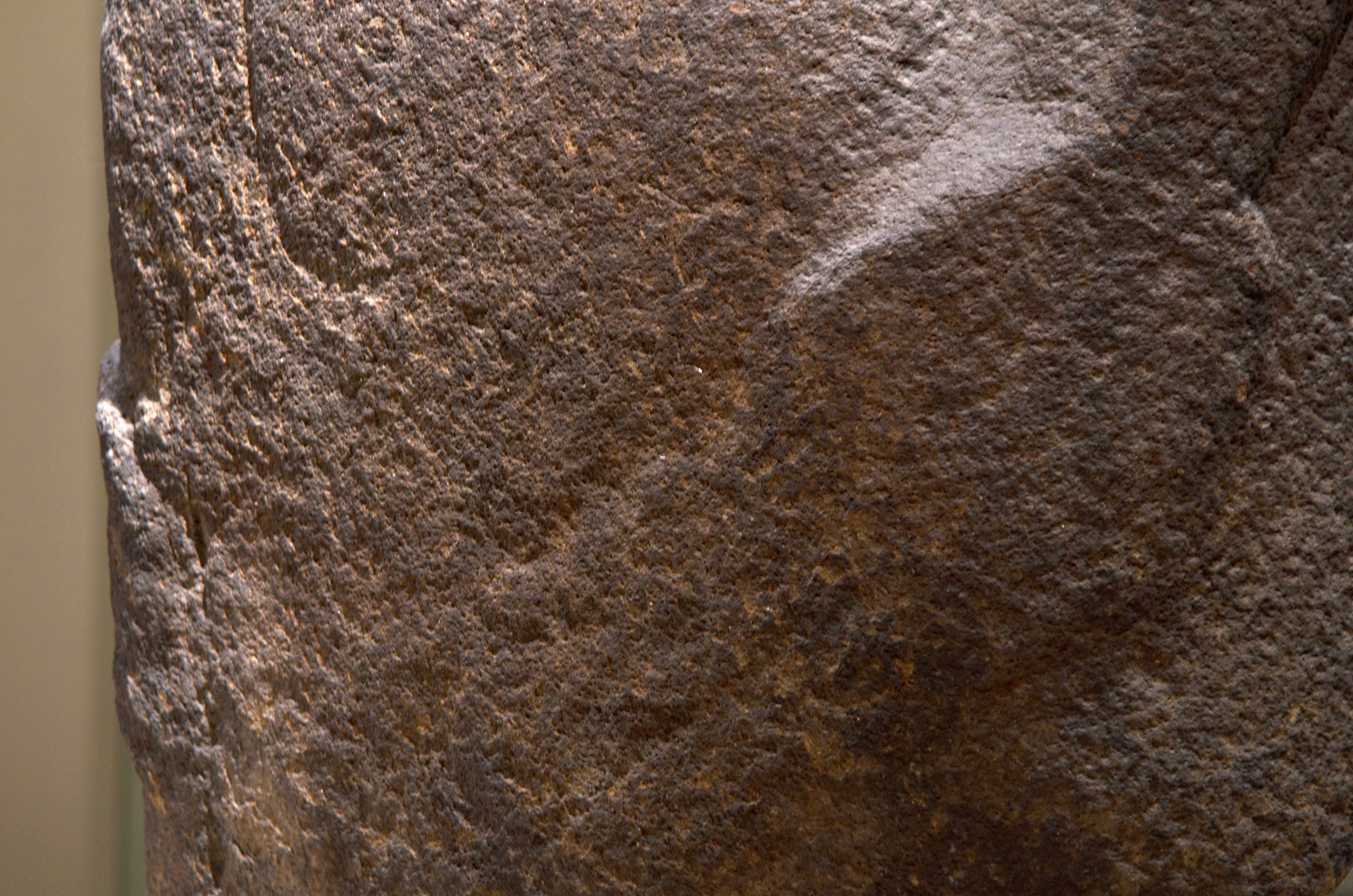
호아 하카나나이아의 손 부분에 가해진 훼손 흔적

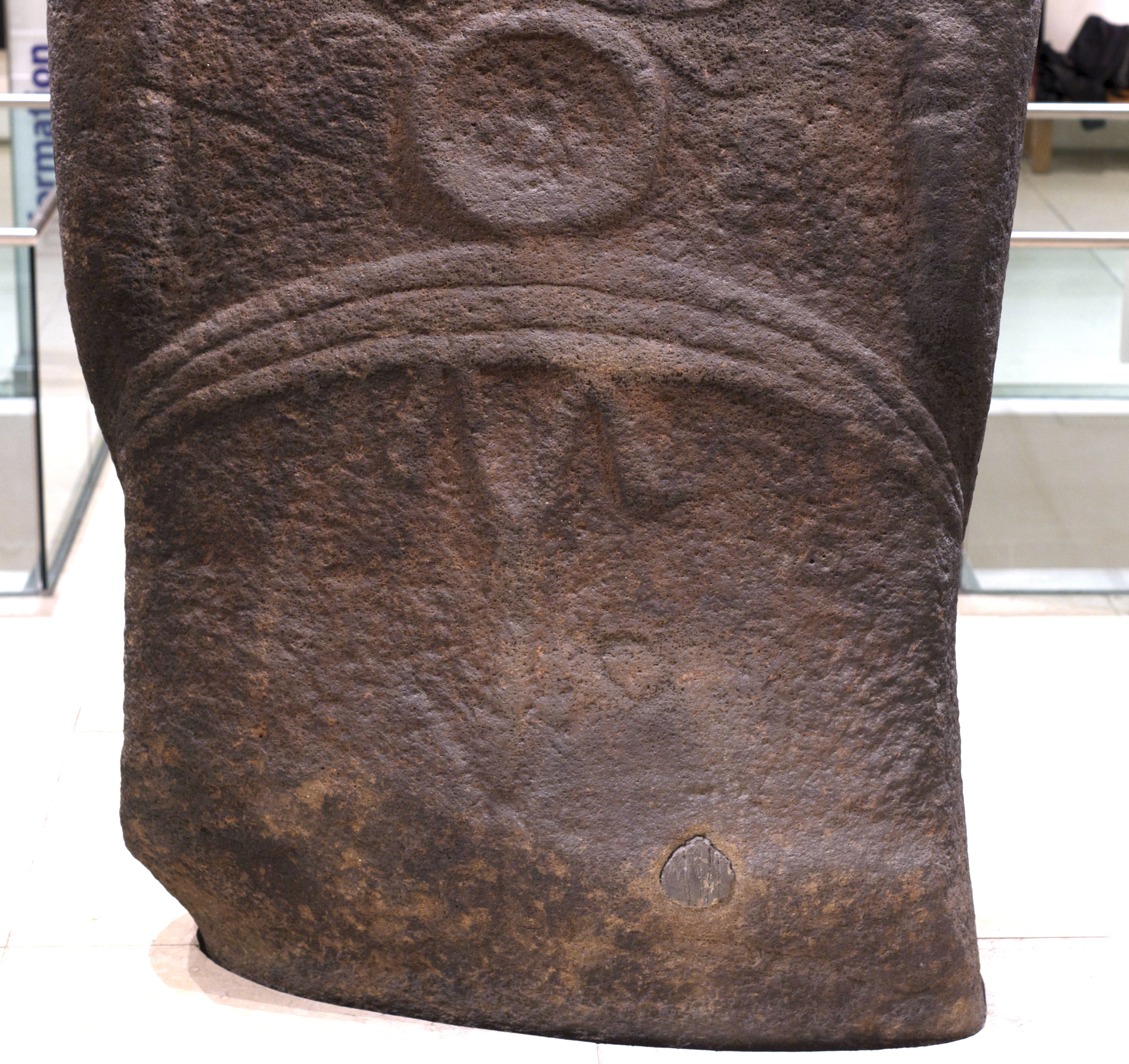
호아 하카나나이아의 후면 하부. '마로'라 불리는 벨트와 엉덩이를 묘사해 놓았다.

이스터섬의 전형적인 모아이 석상으로, 두터운 눈썹과 각진 얼굴에 두툼한 코, 튀어나온 턱과 젖꼭지, 살짝 구부러진 채 아래로 뻗은 얇은 두 팔과 배쪽을 향한 손이 특징이다. 턱 중앙은 Y자로 솟아 있고, 눈은 움푹 들어가 있으며 귀는 기다란 직사각형 모양인데, 이는 이스터섬의 의식용 제단 (아후, ahu)에 세워진 석상에서 발견할 수 있는 특징이다. 목 아래쪽의 선은 쇄골을 표현한 것으로 여겨지며, 쇄골 위쪽에는 반원형의 움푹 들어간 자리가 있다.
크기의 경우 높이는 2.42m, 둘레는 96cm, 무게는 4.2톤에 달한다. 이스터섬의 모아이 석상은 붉은 응회암으로 만들어졌으나 호아 하카나나이아의 경우에는 짙은 회갈색 용암 덩어리를 깎아 만들었다. 일반적으로 석상이 발견된 곳 인근에서 현무암을 채석해 만들었다는 식으로 설명되지만, 이를 확인할 수 있는 암석학적 근거는 전무하다.
석상의 바닥 부분은 현재는 받침대에 가려져 잘 볼 수는 없지만 거칠고 가늘어져 있는 상태인데, 원래는 평평했을 가능성이 제기된다. 뒷면의 경우에도 윗쪽에 비죽 튀어나온 선 세 개와 아래쪽에 M자로 그려진 벨트를 빼면 평평했을 것으로 보인다. 바닥면에는 엉덩이가 살짝 묘사되어 있다.
머리 꼭대기는 부드럽고 평평하게 갈려 있으며, 이 위로 푸카오 (pukao)라 부르는 원통형 모자 조각을 씌웠을 가능성이 제기된다. 이에 대해 석상 근처에서 발견된 납작한 둥근 돌이 사실은 푸카오였을 수 있다는 시각, 바닥이 평평했다면 동상을 세워둔 받침대가 아니었을까 하는 시각도 존재한다. 또 모자 부분을 받치려면 그 면이 평평해야 하므로 꼭대기가 수평이 되도록 기울여 설치했을 것으로 추정된다.

### 부조

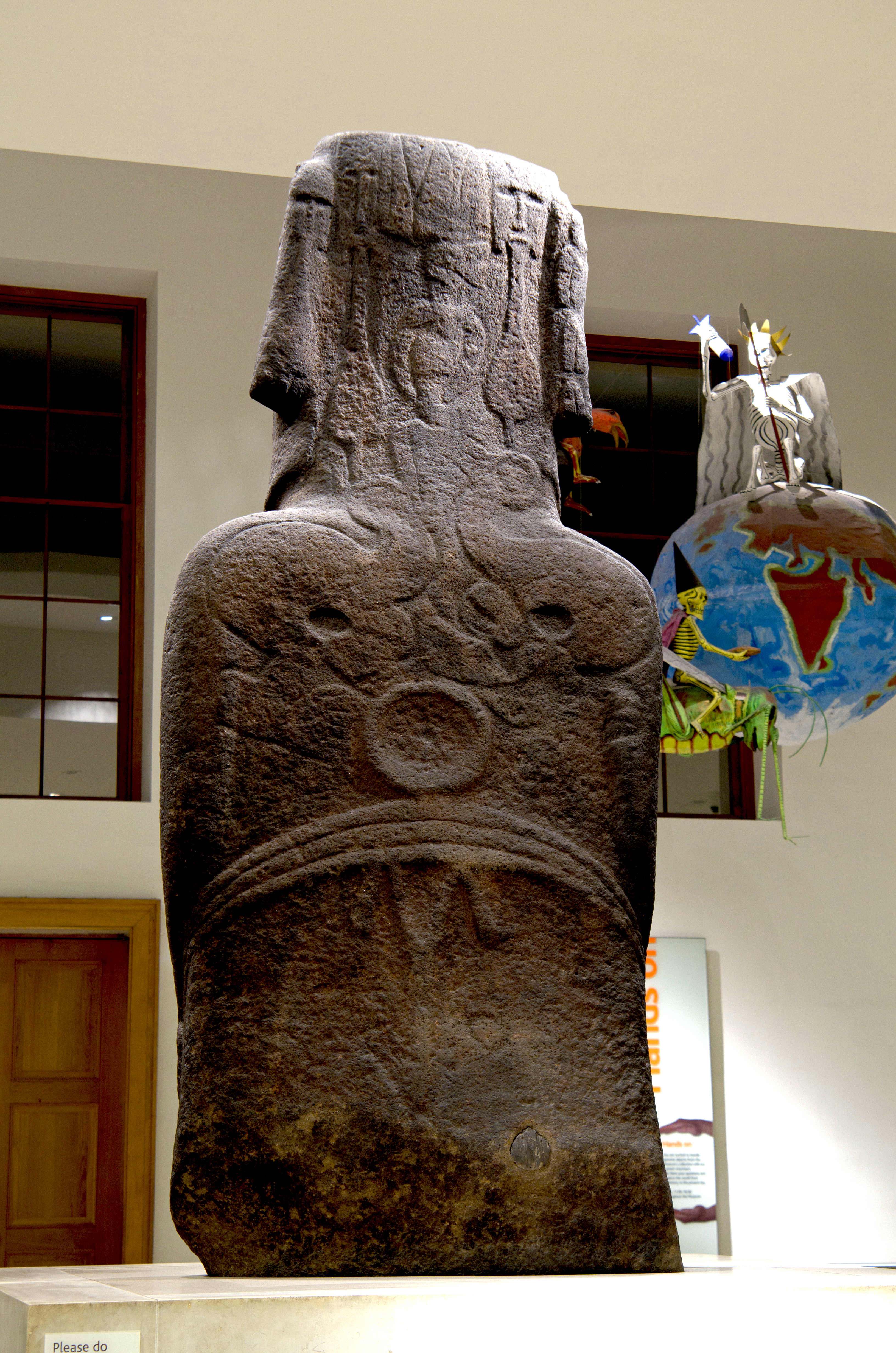
호아 하카나나이아의 후면에 새겨진 부조

석상 뒷편의 벨트와 머리꼭대기 사이에는 제작연대를 알 수 없는 부조가 새겨져 있다. 이 부조는 오롱고 마을 인근의 여러 바위에 새겨진 암각화와 양식이 유사하다. 오롱고 마을은 이스터섬 내에서도 암각화가 가장 흔하게 널려 있는 곳이기도 하다.
후면에 묘사된 벨트 (maro, 마로)의 고리 양쪽과 위쪽에는 탕가타 마누 (tangata manu)라 부르는 두 마리의 조인 (鳥人)이 마주보고 있다. 탕가타 마누는 머리에 부리가 달려 있는 인간의 형상으로 군함조를 상징한다고 전해진다. 그 위에는 석상 머리 중앙부에 제비갈매기 (마누타라)로 추정되는 조그만 새가 새겨져 있다. 양쪽에는 남성의 힘과 권위를 상징하는 제례용 노인 '아오' (Ao)가 새겨져 있다. 왼쪽 귀 가장자리에 세번째 노를 발견할 수 있는데 크기가 작기 때문에 '아오'보다는 '라파' (rapa)일 가능성이 높으며, 오른쪽 귀에는 4열로 그려진 여성의 음문 기호인 '코마리' (komari)가 그려져 있다. 머리 꼭대기에서는 Y자 모양의 선이 아래쪽을 향해 그어져 있다.
영국인들이 처음 발견할 당시, 이 뒷면의 부조는 흰색 바탕에 붉은색으로 칠해져 있었다고 한다. 그러나 영국군이 토파즈호로 옮기는 도중에 거의 대부분 씻겨내려가 버렸다.
뒷면 부조의 정체에 대해서는 해석이 엇갈린다. 우선 탕가타 마누, 즉 조인 형상의 경우 풍요의 신이자 조인 숭배문화에서 최고신으로 대하는 '마케마케' (makemake)를 그린 것으로 널리 해석된다. 조인 숭배 문화는 고석상 숭배 문화를 대체한 것으로 이스터섬을 찾은 유럽인들의 문헌으로 검증되고 있다.
이와 더불어 오롱고 마을 사람들이 열었던, 제비갈매기가 처음 낳은 알을 찾아오는 대회를 묘사했다는 해석도 있다. 대회는 매년 열렸으며, 우승자는 그 해 마케마케의 대리자가 되었다. 영국인들이 석상을 발견하기 직전인 1866년~1867년경에 마지막 대회가 열리고 명맥이 끊긴 것으로 추정된다.

## 역사

### 제작
호아 하카나나이아는 발견 당시 이스터섬 남서쪽 끝 오롱고 (Orongo) 마을의 제례용 건물 안에 위치해 있었다. 석상의 앞면은 라노카우 (Rano Kau)라는 사화산 분화구를 향해 있었고, 뒷면은 바다 쪽을 등지고 있었다. 정확히 어디서 제작되었는지는 불명이지만, 적어도 한번 세운 뒤에 해당 위치로 옮겨왔거나, 아예 그 위치에서 제작했을 가능성이 있다.
석상의 연대는 서기 1000년~1200년경으로 추정된다. 본 석상을 비롯해 모아이 석상의 제작 연대는 과학적으로 정확히 밝혀진 바가 없지만, 석상의 제작이 늦어도 1000년경부터 시작되었으며, 1300년~1500년경에 이르러 활발히 제작된 것으로 추정되고 있다. 서기 1600년경에는 섬 사람들이 석상을 넘어뜨리기 시작하였으므로 이 시점에서 석상의 제작이 중단되었다고 여겨진다. 한편 턱 쪽의 Y자 표현이나 쇄골을 표현한 점은 이스터섬의 석상 가운데서도 흔치 않은 것으로, 비교적 후대에 이룬 성취로 본다.

### 발견과 기증

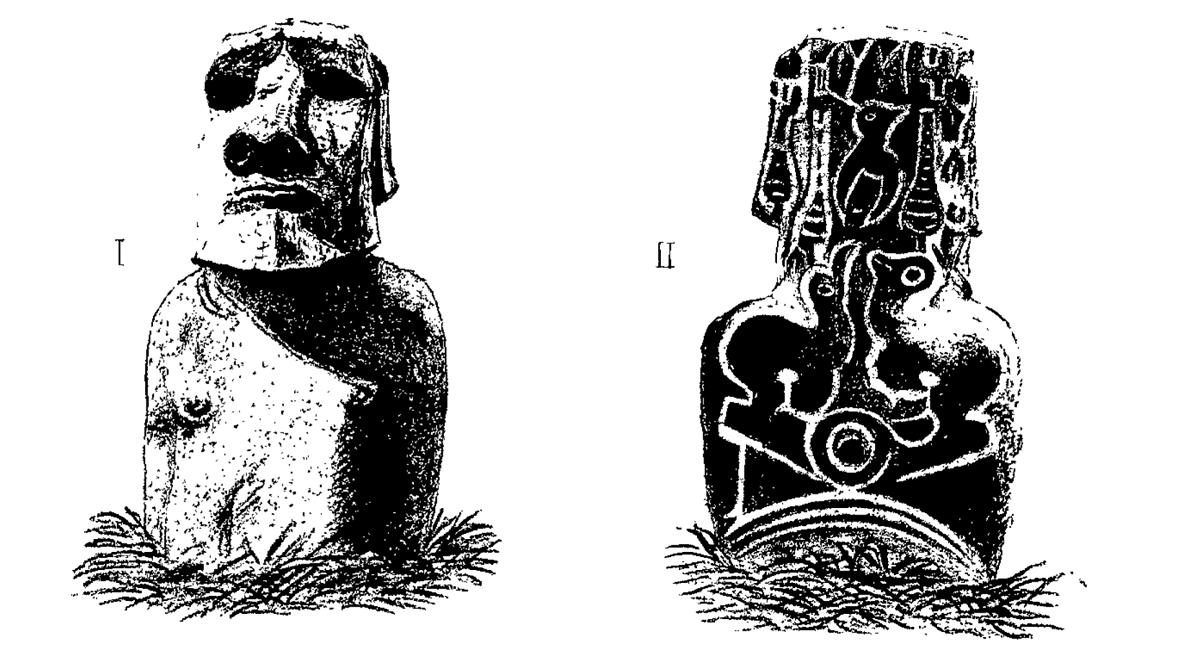
1868년 발견 당시 콜린 던다스 중위 (Lt. Colin Dundas)가 스케치한 호아 하카나나이아의 모습

1868년 11월 영국 해군 군함 HMS 토파즈호 (HMS Topaze)의 장교와 선원들이 발견하였다. 발견 당시에는 하반신 내지는 그보다 좀 더 윗쪽까지 땅 속에 묻혀 있는 상태였다. 영국인 선원들은 석상을 파낸 뒤 썰매에 태워 라노카우에서 내려와 군함에 실었다.
토파즈호가 이스터섬에서 칠레 발파라이소로 건너와 정박해 있는 동안 호아 하카나나이아의 앞뒷면이 사진으로 촬영됐다. 당시 토파즈호의 리처드 애시모어 파월 함장은 이 석상과 더불어 '하바' (Hava)라는 이름의 또다른 소형 모아이 석상을 보내겠다는 서신을 영국 해군본부에 전달했다.
토파즈호는 1869년 8월 16일 영국 플리머스항에 도착하였다. 해군본부는 새로 입수한 석상을 빅토리아 여왕에게 보였는데 여왕은 대영박물관에 기증하는 것이 좋겠다는 뜻을 밝혔다. 처음 기증될 당시 받침대로 받쳐 박물관 정문 밖 주랑 현관 쪽에 전시되었다. 제2차 세계 대전 당시에는 내부로 옮겨졌으며 한동안 그 상태로 남아 있다가, 1966년 벌링턴 가든에 마련된 민족학관 (Department of Ethnography)으로 이전되었다.
2000년 대영박물관 본관으로 다시 돌아와 중앙홀에 해당되는 대중정 (Great Court, 그레이트 코트)에 더 높은 받침대를 마련하여 전시되었으나 이후 웰컴 트러스트 갤러리 (24번 전시실: '삶과 죽음')으로 옮겨져 현재까지 전시되고 있다. 2010년 닐 맥그리거 대영박물관장이 BBC와 함께 진행하는 100대 유물로 보는 세계사의 하나로 소개되었다. 같은 해 멕시코만 딥워터 허라이즌 기름 유출 사고에서 BP사의 대응을 규탄하는 시위대가 이 석상을 공격하는 사건이 벌어지기도 했다.

## 반환 문제
이스터섬의 라파누이족들은 호아 하카나나이아가 아무런 허락 없이 유출되었다며 반환을 요구하는 입장이다. 2018년 11월 이스터섬 주지사인 라우라 알라르콘 라푸는 대영박물관에 석상 반환을 정식 요청하였다. 이에 박물관 측은 대표단과의 협의를 거쳐 유물 대여를 논의하겠다는 입장을 밝혔다. 이후 2019년 6월 대영박물관의 아프리카 오세아니아 아메리카관 담당자인 리선트 볼튼 (Lissant Bolton)이 이스터섬 현지를 방문해 협의하였다.
석상 반환 문제를 다룬 작품으로 레오나르도 파카라티 (Leonardo Pakarati) 감독의 다큐멘터리 영화 <조상의 정신> (Te Kuhane o te tupuna)이 있다. 이 다큐에서 감독은 호아 하카나나이는 라파누이섬의 상징이었는데 도난당하고 말았다며, 섬의 풍요를 되찾기 위해서라도 석상에 깃든 마나 (정신)를 돌려받아야 한다는 내용을 담았다.